# Christelijke Majesteit
De pausen hebben in de 16e eeuw bepaalde Europese vorsten een bijzondere titel verleend. Deze keert terug in de aanspreekvorm en zo werden de opvolgers van de "katholieke koningen" Katholieke Majesteiten. De "Apostolische Koning" werd Apostolische Majesteit. De Franse koningen mochten zich "Roi Chrétien" oftewel Christelijke Majesteit noemen. In oude Nederlandse bronnen zijn veel verwijzingen naar "Sijne christelijke majesteit" te vinden. De laatste koning die deze titel droeg was Karel X van Frankrijk die in 1830 werd verjaagd.